# スクラップド・プリンセス
『スクラップド・プリンセス』は、榊一郎による日本のライトノベル。略称は「棄てプリ」（アニメ化前）、「すてプリ」（アニメ化後）。イラストは安曇雪伸。富士見ファンタジア文庫（富士見書房）より1999年3月から2005年まで刊行された。第1回龍皇杯優勝作品。
2002年には漫画化、2003年にはアニメ化など、メディアミックス展開も行っている。2016年にはウェブコミック配信サイト『コミッククリア』（KADOKAWA）にて、往年のヒット作を漫画化する「the ORIGIN Project」の一環として再漫画化が行われた。2014年12月時点でシリーズ累計部数は213万部を記録している。
現在、榊一郎の作品の中でも最も長く続いた作品であり、作者自身「代表作としては、やはり『スクラップド・プリンセス』ということになるんでしょうか」とコメントしていて、本作のような雰囲気が一番慣れているとのこと。

## あらすじ
かつて、ラインヴァン王国の王妃から「双子の兄妹」が生まれた。しかし、その双子のうち妹の姫君は、驚異的な的中率を誇っている予言「聖グレンデルの託宣」により「世界を滅ぼす猛毒」とされ、秘密裏に殺害された。人々は殺された姫君を「廃棄皇女」と罵り、やがて噂にもされなくなっていった。だが実は、赤子の姫君は王妃の手の者によって逃され、保護先のカスール家の養女として密かに匿われていた。
それから15年後。またしても「聖グレンデルの託宣」の予言により、パシフィカと名付けられた廃棄皇女が生存していることが王家に知られてしまう。家族四人で温かく暮らしていたカスール家は王家が放った暗殺者に襲われ、パシフィカの義父は殺害され、パシフィカ自身も刺客に狙われる身となってしまう。剣の達人である義兄シャノンと、高等魔法の使い手である義姉ラクウェルは、世界の滅亡よりも妹パシフィカを守ることを誓い、命を狙われるラインヴァン王国から脱出するべく、荷馬車で隣国への旅に出るのであった。
そんな中、神にも等しい想像を絶する力を持つ4人の秩序守護者「ピースメーカー」が、廃棄皇女の抹殺のため行動を開始する。パシフィカを自ら殺害することが出来ないピースメーカー達は、人々を操る力「律法」によってパシフィカを排除しようとする。パシフィカには世界で唯一人律法を打ち破る力があり、その力は周囲の人々に伝染するため、ピースメーカー達にとって脅威とされていたのだ。
大切な義妹を守るためシャノンは、古の人類が作った超兵器「竜機神」であると言う謎の少女ゼフィリスの力を借りて、圧倒的な力を持つドラグーンの姿となり、果敢にピースメーカーに立ち向かう。

## 登場人物
登場人物の名前は銃器関係から取られている。「声」はアニメ版やドラマCDで役を演じた声優を示す。声優はアニメ版とCDドラマ版で一部異なり、/で区切られたものは、前者がアニメ版、後者がドラマCD版を示す。それ以外は基本的にアニメ版の声優。

### カスール三姉弟妹
マヌーリンで両親から受け継いだ商店を営んでいた3姉兄妹。次女パシフィカの生まれからくる問題によって逃亡生活に入り、最終的には秩序守護者との戦いを経て封棄世界と呼ばれていた自世界を解放する。
戦いの後は故郷に帰り、以前と変わらぬ生活に戻っていたが、王国から再三にわたって請われた結果、王国の重鎮として働くことになる。
パシフィカ・カスール
声 - 折笠富美子 / 桑島法子
カスール家の次女で廃棄王女。15歳。金髪碧眼でどこか猫を思わせる容姿と雰囲気の持ち主。ラインヴァン王国の王女だったが、グレンデルの託宣により「世界を滅ぼす猛毒」とされて殺されそうなところを実母の手によって逃され、保護先のユーマ・カスールとキャロル・カスールの養女となる。
気まぐれな上にとてもワガママな性格で、がさつで口も悪いが、自分のために人が傷つくことを嫌う優しさと、過酷な運命を受け入れ時に挫けそうになりながらもなお足掻く強さとを併せ持つ。通常戦闘において兄姉のような特殊技能などはないが、秩序守護者による「律法」を打ち破る力を持っており、その力こそが秩序守護者にとっての脅威とされている。
「にゃ？」「んみゅ?」「んにゅ?」、驚いた時には「んにょわ〜」など意味不明な口癖がある。シャノンに対する傍若無人な台詞が目立つが、かなりのお兄ちゃん子。卵料理をこよなく愛する。音楽センスはあまり良くはなく、音痴である（本人も自覚している模様）。
姓の元ネタは.454カスール弾。
シャノン・カスール
声 - 三木眞一郎（アニメ・ドラマCD共通）
カスール家の長男。父親から剣士としての訓練を受けていて、父の遺品である片刃の太刀を愛用する。ラクウェルとは双子の姉弟で、ラクウェルの主張により弟ということになっている。
何から何まで面倒くさがる性格で、髪を切ることすら面倒くさがるが、パシフィカのことは大事に思っており、口ではあれこれ言いつつも彼女の危機には全力で立ち向かう。もしパシフィカが世界を滅ぼす存在だったら、その時は自分で彼女を殺す覚悟を決めている。
アニメでは描かれないが、意識領域（容量）、俗にいう潜在魔力が一般人よりはるかに大きく、意識領域だけならラクウェルを上回る。ただ、制御が出来ないため普通では魔法を使うことは出来ないが、ラクウェルに仮想制御意識（エミュレータ）の魔法をかけてもらい、魔法を使うことがある。
「竜機神（ドラグーン）」ゼフィリスの御者たる「竜騎士（D・ナイト）」でもあり、秩序守護者（ピース・メーカー）に対してのほぼ唯一の戦力として活躍する。極力、敵であっても殺すのは避ける傾向にある。
実は幼いころは楽士を目指していたこともあり、音楽が本気で好き。歌はかなり上手くて、母親からリュートを習い、今でも趣味で弾いている。カビの親戚と考えただけでも嫌だという理由で、キノコが嫌いである。
ラクウェル・カスール
声 - 大原さやか / 井上喜久子
カスール家の長女。魔法を得意とするが肉体労働は苦手。シャノンとは双子だが、ラクウェルの主張により姉ということになっている。可愛いものが好きで、タウルスのクーナン商店のマスコットキャラクターであるスーピイくんがお気に入り。
魔法を使う能力は母親ゆずりで非常に高いが魔法オタクの気があるらしく、ことあるごとに様々な魔法を試そうとする。魔法を改良し、攻性魔法〈武雷神〉（トール）や〈海王神〉（エーギル）の外観をスーピィくんに変えたりしている。魔法に卓越しているのは、人並み外れた意識領域と集中力を持っているためである。反面、マウゼルシステム停止によって魔法が使えなくなった際には完全な意識逃避状態になって近辺を徘徊していた。
温和な性格で天然なところがある。姉として弟妹達のことを時に見守り、時に諭す。パシフィカを狙う者には容赦なく、決して望むわけではないがやむをえないと判断すれば相手を殺すことにも躊躇をしない。それを目の当たりにしたキダーフ・ジャイロットは彼らを付け狙うのを止め、サイレンサーを廃業する。
酒には極端に弱く（卵酒や気付け用アルコールでさえ酔っ払ってしまうほど）、酔うと世界征服をめざす悪の魔法使いに変貌する（悪の、と言う割には征服後の展望については極めてまともだが）。この時はパシフィカやシャノンすら判別できなくなる。シャノンと同様音楽を嗜んでいて、作中リュートを弾いている。歌も上手い（本人曰くシャノンの方が上手い）。
ファンブック「超解!スクラップド・プリンセス」で公開されたキャラクター人気投票では、1位を獲得している。

#### 〈守護者〉の因子を持つもの
〈守護者〉（ガーディアン）の因子を持っているが、シャノンとラクウェルほど強く発現しなかった者たち。
ウイニア・チェスタ
声 - 川澄綾子
タウルスの宿屋〈大熊亭〉で働く宿主の孫（アニメでは宿主は彼女の叔父）。
異民族の血を引いており、そのため子供のころはイジメにあっていた。その経験から、引っ込み思案で常に一歩引いた所から諦観的に物事を見る癖がつく。他人と深く関わらないようにしていたが、たまたま逃避行の途中、〈大熊亭〉に宿泊したパシフィカと接して友情を築く。またその際に起きた事件で出会ったクリスに淡い思いを抱くようになる。
名前の由来はLARグリズリー・ウィンチェスター・マグナム（〈大熊亭〉の由来も同様）。
レオポルド・スコルプス
声 - 近藤隆
タスコ領領主、名門スコルプス男爵家の長男。通称レオ。ドジで思い込みが激しい性格だが、正義感が強く、王宮騎士団〈アンヴァー・ナイツ〉の入団を目指し、騎士道を学ぶ修行をしている。長騎剣と呼ばれる槍のような長さの大剣を愛用し、剣技はシャノンが一目置く程の腕前である。
パシフィカを廃棄王女と知らずに一目惚れし、自分の中では彼女の婚約者になっている（実際には、きちんとした婚約者がいることが作中にて語られている）。
名前の由来は「レオポルド社（リューポルド社）」＋スコープとされる。彼の故郷「タスコ領」の元ネタはスコープ・ダットサイトの「タスコ社」。
キダーフ・ジャイロット
声 - 小野大輔
パシフィカの命を狙う職業的殺人者（エリミネーター）。昆虫に似た姿をした即効性の毒を持つ〈魔蟲〉（バグ）を操る。通称〈サイレンサー〉。職業的殺人者（エリミネーター）の中でも最強と言われていた。キーボードから発する人間には聞こえない音で、〈魔蟲〉（バグ）に指示をする攻撃方法を用いる。どこか軽薄な感じで、語尾に「ねぃ」とつける。
いつの間にやら人気を博していて、サプリメントでは彼を主人公とした短編が描かれた。
ベルケンス・タンホグリオ
声 - 田中正彦
マウゼル教の神官で、異教検察官。
筋骨隆々の巨体を持ちながらも機敏な動きを得意とし、格闘術に長けている。実力はクリスにも匹敵するほど。闘気を拳に込めて相手に叩き込む「ガントレット」（俗称：シャイニングフィンガー）を必殺技に持つ、豪胆な一風変わった神官。
パシフィカを気に入っている。
エルフィティーネ
声 - 豊口めぐみ
反マウゼル教を指針としたいわゆる「異教集団」の旗頭として、〈廃棄王女〉を名のる金髪碧眼の少女。マウゼル教会に「魔の落とし子」（スパウン）などと言われる「異能力者」（ピキュリアン）で、少しだけ未来を見ることができ、それが原因で故郷の人間だけでなく、家族からも迫害された過去を持つ。
ユーマ・ナンブ・カスール
声 - 志村知幸 / 梁田清之
カスール三姉弟妹の父/義父。
昔はラインヴァン王国軍史上最強とも言われた傭兵集団である第二外人部隊〈モータル・ストーム〉に所属していたこともあり、やたら強い。その実力はシャノン以上で、シャノンに剣術を教えた。ヴィルク曰く「個人的な戦闘技術で言えば間違いなく最強」。かなり明るくおちゃらけた性格だったらしく、その点は遺書にも反映されていた。
名前の由来はニューナンブや南部式自動拳銃のナンブから。
パシフィカが14歳の時に彼女を暗殺者から守るため死亡。物語の本編は彼の葬式の日から始まる。
キャロル・カスール
声 - 本田貴子
カスール三姉弟妹の母/義母。銀髪に紅い瞳という外見の、容姿端麗な女性。
昔はラインヴァン王国宮廷魔導士団〈ジェイド・サーキット〉に所属していたこともあり、やたら強い。しかし、身体は丈夫ではなかったらしい。ラクウェルとシャノンに魔法の基礎を教えた。宮廷の楽士の家系であったらしく、その血はシャノンにも受け継がれている。
パシフィカが4歳のときに病死。
ヴィルク・ナガン
双剣を使う傭兵。45歳。若いころには〈モータル・ストーム〉で斥候を務めていて、ユーマの世話にもなった。
ベルナルデリの街を統括するヘッケラン家公爵ロイ・アチンソンの依頼で、公爵の愛人の子供を捜索している。
アルト・スプリングフィールド
ヴィルクの相棒。旗そのものを武器として使う武術・戦旗術（「スクラップド・プリンセス」オリジナルの技であり、実在はしない）の使い手。
リタ・ソロサーン
声 - 定岡小百合
通称・リタ婆さん。代々、ホウランドの村に住んでいて、父や祖父は自警団の団長を務めてきたという老婆。年寄りながら鉄槌を振り回す。

### 〈竜機神〉（ドラグーン）
かつて人類に作られた、巨大な竜の形の兵器。
小説・アニメ共、本編では主にグロリア（声 - 佐久間紅美）、ナタリイ（声 - こおろぎさとみ）、ゼフィリス（声 - 水橋かおり）の3体が登場。その他の機体については小説版の外伝で登場、設定のみの機体も多い。
ドラグーン＝竜騎兵、かつて欧州各国に存在した兵科である。

### 特務部隊
クリストファ・アーマライト
声 - 水島大宙 / 保志総一朗
第五特務部隊〈オブスティネート・アロウ〉に所属する、通称クリス。暗器として使える折りたたみ式のハルヴァートを用いて戦う。その戦闘能力は極めて高く、諜報・暗殺など裏の仕事を専門とする同部隊においてトップクラス。
幼い時から「優秀で使い勝手のいい兵器」として育てられてきたため、人間的感情に乏しく、命令に従うことだけを考え生きてきた。だが、パシフィカ暗殺の命を受け、パシフィカや、世界を敵に回しても自分の意思で彼女を守ろうとするシャノン、自分と同じように他人と深く関わることを恐れていたウィニアと出会うことで人間らしい感情を取り戻していく。
後に、部隊を統括するアイリス・バイラッハの養子ということになり、クリストファ・バイラッハとなる。ファファルからは弟扱いされており、「クリ坊」と呼ばれている。
ファファル・アーマライト
声 - 桑谷夏子
クリスと同じ部隊に所属する特務戦技兵。三叉剣（カタール）を用いて戦う。
特務戦技兵らしくない、明るくさばさばした性格の少女。アーマライト姓であるが、クリスと血縁関係というわけではなく、〈オブスティネート・アロウ〉としての姓。
デニス
声 - 鳥海浩輔
サットン
声 - 塩山由佳
クリスの同僚。
アイリス・バイラッハ
声 - 野沢由香里
第四特務部隊〈クリムゾン・ソード〉と第五特務部隊を指揮する司令官。通称〈バロネス〉。一見平凡な老婆だが、冷酷な指令も顔色ひとつ変えずに出すという一面も持つ。
ジルヴェステ・バイラッハ
声 - 浅野るり
第四特殊部隊の隊員。未来予知の能力を持ち、近い未来ほど確実に予知できる。クリスたちは彼女の予知を超えた動きができるらしい。アニメでは本名ではなく「ジル」と表記されていたり、微笑みのまま涙を流すこともない。
バロネスの養子になったクリスの戸籍上の姉にあたる。微笑みのまま涙を流す特技を持ち、主にクリスが「お姉さん」と呼ばない時に涙を流すが、クリスが「お姉さん」と呼ぶと涙は止まる。

### 諜報部隊
ルーク・スターム
声 - 東地宏樹
ラインヴァン王国軍諜報部・特務処理班〈ブラック・ホーク〉少佐。命令とあれば感情を忘れ、非情な任務もこなすことができる、静かな威圧感を放っている男性。しかし、「死者を最低限に抑える」ことを第一に考えていて、部下からも慕われている。実はかなりの愛妻家。
スレイ・ハイラム
〈ブラック・ホーク〉曹長。
ジョルジオ・ペータシュタール
声 - 高橋広司
東方第三・第四師団指揮官 兼 王国軍諜報部部長を務める将軍。子爵でもあり、眉目秀麗な容姿をしている。王室や軍の腐敗を止めるため、王座を狙うブレンテン公爵と手を組み、改革派として反乱をもくろんでいる。

### ラインヴァン王国
ダストヴィン大陸屈指の大国。マウゼル教の聖地・グレンデルが国内にあり、大陸中で最もマウゼル教と結びつきが深い国である。20年前の戦争以来、国内は安定した状態が続いている。軍事力も恵まれていて、国内と都市・街はそれぞれ独自の文化を持ち、交易も盛んに行われているという。

#### ラインヴァン王室
バルテリク・ラインヴァン
声 - 石波義人
ラインヴァン王国国王。パシフィカとフォルシスの実父。
グレンデルの託宣によって「世界を滅ぼす猛毒」とされたパシフィカを殺すよう命じた。威厳ある容姿をしているが、実際は小心者で常に王座を奪われることへの恐怖と、〈廃棄王女〉であるパシフィカの影に怯えている。
フォルシス・ラインヴァン
声 - 間島淳司
ラインヴァン王国第一王子。パシフィカの双子の兄。
純粋でとても優しい性格。しかし、パシフィカと似て他人を気遣いすぎたり、責任感が非常に強い部分もある。
エルマイア・ラインヴァン
声 - 篠原恵美
ラインヴァン王国第一王妃。パシフィカとフォルシスの実母。
グレンデルの託宣によって「世界を滅ぼす猛毒」とされたパシフィカを助けるため、友人であるキャロル・カスールを頼った。パシフィカを逃がした罪に問われ、離宮に軟禁されている。
エルマ社＝ドイツの銃器会社、MP38/MP40等の短機関銃で有名。
ドルフスク・ブレンテン
王座を狙っている伯爵で、バルテリク・ラインヴァンの弟。

#### マヌーリン
ラインヴァン王国西部にある田舎街で、カスール3姉兄妹の故郷であり、旅の出発点。領主のフランキ伯爵の統治がしっかりしているため、生活水準は高いという。
ルイギス・フランキ
マヌーリンの領主を務める伯爵。元・王国西部方面軍・大三要撃師団〈ロード・ブロッカーズ〉の長を務めていたことがあり、そのころユーマに助けられた過去がある。
自分が何よりもまず為政者であり、領民を守る義務があると考えていて、時には自らの感情を抑えて冷酷な判断を下すこともある人物。しかし、それでいて領民全てを自分の子供のように大切に思っている（パシフィカ達が旅に出る際、戦闘用馬車と馬4頭を与えてくれた）。たまに偽悪癖が高じて暴走する。
ファインベル
フランキ伯爵に仕える執事。20代ほどの女性。フランキ伯爵を尊敬していて、常に付き添っている。戦闘力もかなり高く、錐刀（スティレット）と呼ばれる錐のように細い刀剣を武器に使う。彼女の存在に、本編開始前のシャノンは強さに目標を得た。
ビッグ・ノイズ
〈重要人物〉（ビッグ・ノイズ）と呼ばれる職業的殺人者（エリミネーター）。ユーマを殺害した人物で、魔導士。
コンヴィクト
〈罪人〉（コンヴィクト）と呼ばれる職業的殺人者。ビッグ・ノイズの相棒。無数の丸鋸を連結させて鞭としても剣としても使用できる武器「邪剣」の使い手。魔法で、死んだ娘のリンシアを元に戻そうと願う。
ミユティエ・ウエッソン
パシフィカの親友。通称・ミユティ。パシフィカが通っていた日曜学校の同級生の少女。
ダン・ウエッソン
ミユティエの父親で大工。
デザート・イーグル
声 - 水原リン
カスール家で飼われていた雌鶏。毎朝、産んだ卵をめぐってパシフィカと激闘を繰り広げていた。
卵を狙う猫だけでなく、犬をも倒せる「踊る魔鳥」など、鶏とは思えない二つ名を持つ。戦後に性格そのままの雛が生まれている。それを知らなかったパシフィカは一瞬「分身の術?」と思った。

#### タウルス
王国東部にある宿場街で、マウゼル教の巡礼百五ヶ所の一つ。宿場街の特性か、よそ者でもすんなりと受け入れてしまう懐の深さを持つ。「スーピイくん」誕生の地でもある。
ウイニア・チェスタ
〈守護者〉の因子を持つもの参照。
ミシェル・ボランド
パン屋・ボランド商店の一人娘。17歳。元々は都会育ちだったため、田舎街に退屈している。やけにテンションが高く、つまらないことを余計な騒ぎに発展させてしまうことがある。ラクウェルに心酔していた。字が書けないウイニアの代筆を務めたこともあった。
サフィール・コルト
老舗の宿屋 兼 酒場〈野馬亭〉の主人。小柄な初老の人物で、物凄くいい人。ウイニアのことを彼女が産まれたときから知っていて、気にかけている。実は元・傭兵。
ファルク
鍛冶屋の青年。27歳、独身。趣味・庭いじり。
クーナン
ボランド商店のライバル的パン屋・クーナン商店の主人。「スーピイくん」の生みの親。パンは味はボランド商店のものより劣るが、品質がよく保ちがいいらしい。」

#### モスバーグ河
ダストヴィン大陸五大河川の一つである大河。この河の中央に島があり、そこには反マウゼル教を掲げる〈ブラスフェマーズ・ガーデン〉という組織が存在する。
レナード・ガンヴァス
声 - 成田剣
エルフィディーネを反マウゼル教を指針としたいわゆる「異教集団」の旗頭として、〈廃棄王女〉を名乗らせていた人物。いつも仮面をかぶっていて素顔が見えない。その正体はマウゼル教に反抗的な者を集めて「処分」するという使命を帯びた一級魔導士であったが、最終的にはカスール三兄妹たちの活躍により計画を阻止される。原作とテレビアニメ版で設定が異なり、仮面の下の素顔やその末路も異なる。
原作では魔導式による擬似的な二重人格者という設定で、本来の人格は死刑囚となるはずだった狂人染みた殺人鬼で、〈ブラスフェマーズ・ガーデン〉の人々を指導する聖人としての姿はそれを隠すために刷り込まれた疑似人格だったのだが、最終的には殺人鬼としての人格は消滅し、偽りであったはずの聖人としての人格のみが生き残った。その後はエルフィディーネに「異教集団」の人々を任せ、償いの旅に出ることとなる。エルフィティーネは「異教集団」の人々に対し「レナードは死亡した」と虚偽の説明をしてレナードを庇っている。
テレビアニメ版では、聖人としての姿も演技でしかなく、最後まで改心することもない。また仮面と外套に隠されていた姿も原作イラストと異なり、小太りで禿頭の中年男性の描写となっている。テレビアニメ版では野望が阻止された際に逃亡し、その後、マウゼル教内においても落ちぶれたらしく、ラインヴァン王国にてラーメン屋の屋台をする姿が描かれている。
エルフィティーネ
〈守護者〉の因子を持つもの参照。

#### ホウランドの村
辺境パウザ領の外縁部にある超田舎街。近くにはヌシ様が住むという謎の湖がある。
ドイル・バレット
声 - 金尾哲夫
元〈アンヴァー・ナイツ〉副団長。王国史上屈指の騎士と謳われた経歴を持ち、レオが尊敬する人物。現在はホウランドの村で医者をやっている。赤ん坊だった〈廃棄王女〉のパシフィカを谷に投げ捨てた張本人。
名前の由来はアメリカの銃器メーカー、バレット・ファイアーアームズ。
リタ・ソロサーン
〈守護者〉の因子を持つもの参照。
キダーフ・ジャイロット
〈守護者〉の因子を持つもの参照。
フィーシェ・ビアンキ
レオの幼なじみであり、許婚。レオとは遠縁の親戚。レオを溺愛していて、とにかく彼のこととなるとすぐに心配する。頻繁に卒倒しては一瞬で復活するという異様な特技(？)の持ち主。
ビアンキ社＝米国の銃器アクセサリー製造会社。
デュメテア・ヘンメリ
フィーシェ付きのメイドで、魔導士。基本的にフィーシェに忠実だが、魔法の実験のためには、自分の主人の想い人（つまりレオ）すら巻き込んで吹っ飛ばしてしまうという、手段のためには目的を選ばない人物である。

#### ベクタ
ラインヴァン西部辺境区にある小さな街。近くに鉱山があり、そこから採取される鉱物資源によって発展した街。優良で実用性の高い器具や工具の生産として有名だが、徹底した鉄鋼都市のため娯楽に乏しい。領主のラティン男爵の意向で医療設備にも力を入れていて、近隣の街や村から来る患者も多いという。
ゴルドン・イングラム
「劇団イングラム」劇団長。小柄で童顔の男性。45歳。演劇に全てをかけて情熱を注いでいる。
ニケ
「劇団イングラム」劇団員。パシフィカと同じく金髪碧眼で、ラクウェルと同様おっとりのんびりした性格。主に脚本を執筆している。
ライル
「劇団イングラム」劇団員で、主役を務める役者。
ポルドリット・ラドム
元・〈ジェイド・サーキット〉の一員だった魔導士。魔導士見習いの女の子にセクハラ紛いのことをしていて、それをキャロルに暴かれ、悲惨な目に遭わされたことがある老人。キャロルへの勝手な復讐心と物忘れの激しさ（禁断の意識容量倍加の魔法を使ったため）から、ラクウェルをキャロルと思い込み、命を狙っている。
ファーガソン兄弟
農家出身の双子の職業的殺人者。ただし実際は1人も人間を殺したことがない。死神の双鎌という異名を持つが、結局のところ根が善人なので、殺人ができない。仮面で眼を覆っているが、それを外すと如何にも善人そうに見えてしまう。
ユージィ
ベクタのとある廃屋の付近一帯を縄張りとするボス猫。ただの猫なのだが、彼の活躍はかなり大きかった。

#### ベルナルデリ
マウゼル教巡礼地の一つで、比較的大きな街。領主・ヘッケラン公爵家では現当主であるセイブレム・ヘッケランの死や執事の暴走、セイブレムの愛人とその息子が発見されるなどのお家騒動が続発している。
メイフェリア
パシフィカ達が旅の途中で拾った赤ん坊。母親と共にイリエワニに襲われていたところをシャノンが助けたが、母親の方は手遅れだった。ヘッケラン公爵家の愛人の子として狙われることとなる。
ロイ・アチンソン
ヘッケラン家の執事で魔導士。テルマの腹違いの兄。貴族を崇拝して庶民を軽蔑している。貴族の父と庶民の母との間に生まれ、自分自身の出生をも忌み嫌っている。
もとはコッフェル伯爵家という貴族の家系の侍従だったが、テルマがヘッケラン家に嫁ぐ際に同伴してきた。伯爵自身が〈奈落〉（ギンヌンガガプ）という戦略級攻性魔法の実験で領土を破壊した責任を問われ、コッフェル家は滅亡。
純粋な貴族の血を引くテルマをヘッケラン家に嫁がせて貴族の血統を残すために、魔法を使って死人同然のセイブレムにテルマを抱かせようと目論んでいる。いつかはヘッケラン家の財力、権力、テルマの子を使ってコッフェル家を再興しようと考えている。
セイブレムの妾腹に庶民の血が混ざっているという理由で抹殺するため、ヴィルクとアルトに捕らえるよう依頼した人物。
テルマ・ヘッケラン
セイブレム・ヘッケランの正妻。ロイの腹違いの妹。コッフェル家からヘッケラン家に嫁いできた。既にセイブレムとの間に子供はいたのだが、亡くなってしまった。そのショックから立ち直れず、塞ぎこんでいる。
ヴィルク・ナガン
〈守護者〉の因子を持つもの参照。
アルト・スプリングフィールド
〈守護者〉の因子を持つもの参照。

#### エスティアイン
人為的に作られた交易都市。領主であるノリンコット子爵家が計画したものだったが、計画の途中で子爵家が没落してしまったため、その借金の肩代わりをしたホーナディ商会が実権を握ることになった。ホーナディ商会の権力誇示に街の住民は少なからず怯えを感じている。
アムネーゼ・ノリンコット
ノリンコット子爵家の跡継ぎ。20歳前後の女性。父は流行病で死亡、母は男と駆け落ちという暗い過去を持つ。従兄弟のエルディナンドと婚約していたが、最愛の彼が戦死したという通知を受け取り、それを機に幼児退行を引き起こす。シャノンをエルディナンドだと思い込んでしまう。
エルディナンド
アムネーゼの婚約者。通称・エルディン。ラインヴァン王国軍にて一年間の兵役に就いていたが、死亡したらしい。
ドレン・ホーナディ
ノリンコット家が没落した後、台頭したホーナディ家の二代目。傲慢・悪趣味・女好きの三拍子が揃っていて、エスティアインの街を我がもの顔で歩いている。アムネーゼを妻に迎え入れようと画策中。
クレザント・キンヴァース
ノリンコット家に32年仕えている執事。アムネーゼの世話係兼お目付け役。医術や拳法の心得もある。「愉快痛快執事くん」もしくは「執事のクレちゃん」と呼んで欲しいらしいが、本人以外誰も呼ばない。
ユイリン・ヒーノ
エスティアインの街でパシフィカとラクウェルが出会った占い師の少女。チャイナ風の格好をしている。
その正体は〈チャクル・ダヴィ〉と呼ばれる職業的殺人者で魔導士。心底殺しが好きなサディストで、仕事というよりも単にそういった嗜好を持った人物。最初はパシフィカ狙いだったが、「自分は強い」と思っている傲慢な人間を殺すことに快感を覚えるため、標的をシャノンに変更。

#### ザウエル
ラインヴァン王国首都（王都）。千年の都と言われたほどの街で、王宮などもこの街にある。しかし、近年はブレンテン公爵の反乱により、動乱の波が広がりつつある。
フューレ・タクト
声 - 小西克幸
パシフィカが記憶を失った時に出会い共に生活をした青年。記憶のないパシフィカをパメラ（フューレの昔の友達が飼っていた猫の名前）と呼び、王国軍に居場所を突き止められるまで行動を共にした。
パシフィカを逃がす際囮となり息をひきとる。元王国軍特務処理班〈ブラックホーク〉所属、戦闘ではナイフを用いる。足技も多用している。
リージア・ベルロッド
娼館〈ベルロッド〉の女主人。

### ギアット帝国
セーネス・ルル・ギアット
声 - 松岡由貴
ギアット帝国第三皇女であり、ギアット帝国危機管理組織〈紅〉（スカーレット）局長でもある。通称＜獣姫＞。帝国でただ1人、マウゼル教の洗礼を拒んだ異端の皇女。すでに死亡している母親は皇帝が戯れに後宮へ召し上げた蛮族だったため、幼いころから家族に疎まれて育った。
ハスキー・ボイスで男勝りな性格と口調。「太刀」と魔法を使い、その実力はシャノンと同等に渡り合えるほど。
エイローテ・ボーチャード
声 - 南央美
ギアット帝国危機管理組織〈紅〉（スカーレット）において、セーネスの側近を務める才媛。そして、セーネスの幼馴染み。
おっとりしているが、並外れた知識と聡明さを併せ持ち常に冷静である。生まれつき足が悪く、杖がないと歩けない（原作）。
クレイン・ルオ・ギアット
ギアット帝国第三皇子。幼いころからセーネスを憎んでいて、抹殺しようと企んでいるが、当のセーネスは彼のことなど全く眼中になく、それに気づくこともなかった。セーネスを狙って〈紅〉に攻撃を仕掛けるが、最後にはステア・シビリアンに利用され〈中継点〉と化し、命を落とすこととなった哀れな人物。

### マウゼル教
ガーネスト・ホーグ
マウゼル教の高位神官で枢機卿。マウゼル教の総本山である第一渉外局（王室や貴族に対しての外交作業を担当する部署）の局長でもある初老の男性。また、非公式部門・第六渉外局の局長も兼任していて、教敵殲滅部隊〈粛清使〉（パージャース）の総監も務めている。各国の王族とも面識があり、政治的影響力も持っている。
ベルケンス・タンホグリオ
〈守護者〉の因子を持つもの参照。
ピエトロ・ベレッサ
〈敬虔な猟犬〉（パイアス・ハウンド）の異名を持つマウゼル教の神官。自分の中ではマウゼル教とそれ以外しかなく、マウゼルの教えに背く者は誰であろうと片っ端から抹殺し、それが神の意志だと信じて疑わない狂信者。蝋燭の燭台を武器に使い、常人の9倍という異常な意識容量を持つ魔導士でもある。
作者曰く、作中に登場する人間の魔導士で限定すれば最強の人物。

### サプリメントの登場人物
ハリス・カスール
キャロルの父親で、パシフィカ達の祖父/義祖父。本名はハリエット・カスール。元・楽士だったため、優れた音楽の才能を持っている。キャロルとは既に親子の縁を切っていると語っているものの、心配してキャロルの様子を見にマヌーリンまで来るなど、結局は親バカな人物。
ヒタカ・ハーリントン
竜機神・オウランの〈竜騎士〉。大柄だが、穏やかで腰の低い性格の男性。封棄世界解放後、復興支援のための大使を務めている。マウゼル・システムを一部再起動し、魔法を復活させることに成功する。魔法やシステムといった専門的な知識が豊富で、ラクウェルと共感する点が多く、彼女と相性が良い。
オウランに関しては竜機神を参照。

### コミック版の登場人物
レスィータ
「スクラップド・プリンセス1 逃亡者達の協奏曲」に登場する。ライヴァン王国騎士を務める女性。かつて盗賊に襲われ、その際、家族（両親と弟）を全員殺され、幼かった弟が将来の夢として志していた騎士になることを決意したという過去がある。王国の命でパシフィカの命を狙うことになる。
原作でも名前のみ登場する。その際、彼女は王宮騎士団〈アンヴァー・ナイツ〉に所属していたことが判明し、戦後にはレオの先輩として彼を指導しているらしい。
イルハン
「スクラップド・プリンセス す・て・プ・り」に登場する。鍛冶職人の少年。血の繋がらない父親と二人暮しで、父からは厳しい扱いを受けていたが、慕っていた。鍛冶の技術は父から叩き込まれていて、腕は確かである。シャノンが太刀を研いでもらうために彼の父が経営する鍛冶屋を立ち寄ったことで、カスール3姉兄妹と関わりを持つ。
原作でもサプリメントにて名前のみ登場する。

### その他の登場人物
スーピィくん
声 - こおろぎさとみ（ドラマCD版）
タウルスのパン屋・クーナン商店のマスコットキャラクター。ラクウェルが大変気に入り、攻性魔法の外観に用いたりしている。外観は、シャノン曰く「2足歩行のワニ」で、眼が細く眼球が見えない。
パラベラム
レオの愛馬。飼い主に似て融通が利かないところがあり、レオ以外には扱いにくい。溜め息をついたりと、色々と気苦労が絶えない。
ドラグノフ / トカレフ / マカロフ / カラシニコフ
パシフィカ一行の馬車を引いている4頭の馬。愛称は四頭揃ってコミーらしい。
上記4頭の名前は全て旧ソ連の銃器設計者。
スィン
声 - 半場友恵
シーズ・アーティラリイが復活する際、解凍途中で放り出されたために幼生となって出現した時の姿。
シリア・マウゼル
声 - 折笠富美子
封棄世界の管理者。灰色の髪と瞳、白い肌を持つ少女。原作挿絵とアニメ版では容姿が大きく異なり、アニメ版ではパシフィカと瓜二つの、銀髪の女性という容姿に設定されている。
ピースメイカーからは「我らが主」と呼ばれているが、実際はマウゼル・システムの中枢に組み込まれているだけで、彼女自身の意思で行えることはほとんど無い。

## 世界観
文明レベルは中世ヨーロッパが基本だが、魔法が存在するため、さらに進んだレベルの分野も混在している。物語の舞台は主にダストヴィンという大陸であり、世界にはラインヴァン王国、ギアット帝国等の五大国とそれ以外の中小規模国家が存在している。国家間の紛争は、ほぼ完全な世界宗教である「マウゼル教」の存在によって抑制されている。外伝にてテラフォーミングを施された、地球とよく似た植民星が舞台だと明かされた。
マウゼル教
『スクラップド・プリンセス』の世界で最も広まっている宗教。マウゼル神を崇めている。
ラインヴァン王国の聖都グレンデルで1年に1回、神の啓示として「聖グレンデルの託宣」が行われる。
この託宣はほぼ100%の的中率（外れたのは5000年の間にわずか2度）を誇り、『スクラップド・プリンセス』の世界では絶対的な重みをもつ。
名前の元ネタはモーゼル社。
魔法
ラインヴァン王国では北欧神話、ギアット帝国ではクトゥルフ神話が名前の由来となっている。魔法を発動するプロセスが「魔力を消費する」のではなく「魔導式を展開する意識領域を必要とする」ものとなっている。
並列処理やバッチ処理、エミュレーションなど、考え方としては記憶した（HDDに納めた）呪文（プログラム）を、意識領域（メモリ）で展開、実在世界へ開放（画面へ出力）と、PCでの処理と同様の物である。「頭の中で計算する」都合上、いわゆる回復魔法は式がややこしくなりすぎて実現不可能。
食文化
地域上、アジアンテイスト溢れるメニューが一般的になっているファンタジー世界にしては和風な設定。
原作とアニメ版で食べているものが異なる。原作は欧州風なのに対し、アニメ版では日本、中華風で箸を使うなどもしている。

## 既刊一覧

### 小説

#### 本編
- 榊一郎（著）・安曇雪伸（イラスト）、富士見書房〈富士見ファンタジア文庫〉、全13巻
  - 『スクラップド・プリンセス 捨て猫王女の前奏曲（）』、1999年3月25日初版発行（3月18日発売[15]）、ISBN 4-8291-2873-9
  - 『スクラップド・プリンセス2 赦されざる者達の騒動歌（）』、1999年7月25日初版発行（7月12日発売[16]）、ISBN 4-8291-2898-4
  - 『スクラップド・プリンセス3 異端者達に捧ぐ鎮魂歌（）』、1999年9月25日初版発行（9月14日発売[17]）、 ISBN 4-8291-2919-0
  - 『スクラップド・プリンセス4 半熟騎士の行進曲（）』、2000年1月25日初版発行（1月14日発売[18]）、ISBN 4-8291-2938-7
  - 『スクラップド・プリンセス5 捨て犬少女の夜想曲（）』、2000年4月25日初版発行（4月25日発売[19]）、ISBN 4-8291-2961-1
  - 『スクラップド・プリンセス6 つかの間の歌劇曲（）』、2000年10月30日初版発行（10月26日発売[20]）、ISBN 4-8291-1306-5
  - 『スクラップド・プリンセス7 通りすがりの子守歌（）』、2001年1月25日初版発行（1月18日発売[21]）、ISBN 4-8291-1324-3
  - 『スクラップド・プリンセス8 終わりなき恋歌（）』、2001年7月25日初版発行（7月19日発売[22]）、ISBN 4-8291-1365-0
  - 『スクラップド・プリンセス9 獣姫の狂詩曲（）』、2001年10月25日初版発行（10月19日発売[23]）、ISBN 4-8291-1385-5
  - 『スクラップド・プリンセス10 遥かなる追想曲（）』、2002年6月25日初版発行（6月20日発売[24]）、ISBN 4-8291-1440-1
  - 『スクラップド・プリンセス11 路地裏の挽歌（）』、2003年4月25日初版発行（4月19日発売[25]）、ISBN 4-8291-1514-9
  - 『スクラップド・プリンセス12 反逆者達の多重奏（）』、2003年7月25日初版発行（7月19日発売[26]）、ISBN 4-8291-1539-4
  - 『スクラップド・プリンセス13 天に響く聖譚詩（）』、2003年10月25日初版発行（10月18日発売[27]）、ISBN 4-8291-1562-9

#### 短編集・番外編
- 榊一郎（著）・安曇雪伸（イラスト）、富士見書房〈富士見ファンタジア文庫〉、全5巻
  - 『スクラップド・プリンセス サプリメント さまよう者達の組曲（）』、2002年10月25日初版発行（10月19日発売[28]）、ISBN 4-8291-1469-X
  - 『スクラップド・プリンセス サプリメント2 恋人達の狂騒曲（）』、2004年4月25日初版発行（4月20日発売[29]）、ISBN 4-8291-1604-8
  - 『スクラップド・プリンセス サプリメント3 聖地に流れる円舞曲（）』、2004年10月25日初版発行（10月20日発売[30]）、ISBN 4-8291-1658-7
  - 『スクラップド・プリンセス サプリメント4 竜乙女の変奏曲（）』、2005年5月25日初版発行（5月20日発売[31]）、ISBN 4-8291-1718-4
  - 『スクラップド・プリンセス サプリメント5 語られざる譚詩曲（）』、2005年10月25日初版発行（10月20日発売[32]）、ISBN 4-8291-1764-8

### 漫画
- 榊一郎（原作）・安曇雪伸（キャラクター原案）・矢吹豪（作画） 『スクラップド・プリンセス 逃亡者達の協奏曲』 角川書店〈ドラゴンコミックス〉、全3巻
  1. 2002年11月28日発売[33]、ISBN 4-04-926210-X
  2. 2003年7月30発売[34]、ISBN 4-04-926230-4
  3. 2004年1月29日発売[35]、ISBN 4-04-926239-8
- 榊一郎（原作）・安曇雪伸（キャラクター原案）・池田恵（作画） 『スクラップド・プリンセス す・て・プ・り』 角川書店〈角川コミックスドラゴンJr.〉、2003年5月28日発売[36]、ISBN 4-04-712333-1
- 榊一郎（原作）・安曇雪伸（キャラクター原案）・宗我部としのり（作画） 『スクラップド・プリンセス』 KADOKAWA〈ファミ通クリアコミックス〉、全3巻
  1. 2017年5月15日発売[37] 、 ISBN 978-4-04-734595-9
  2. 2018年1月15日発売[38] 、 ISBN 978-4-04-734949-0
  3. 2018年7月14日発売[39] 、 ISBN 978-4-04-735210-0

### 関連書籍
- 榊一郎（原作・監修）・ドラゴンマガジン編集部（編） 『超解！スクラップド・プリンセス』 富士見書房〈ドラゴンマガジンコレクションSP〉、2002年7月19日発売[40]、ISBN 4-8291-7502-8
- 『2003 スクラップド・プリンセスカレンダー』 角川書店〈KADOKAWAカレンダー〉、2002年11月8日発売[41]、ISBN 4-04-900273-6
- 榊一郎（原作）・黒田和人、グループSNE（著） 『スクラップド・プリンセスRPG』 富士見書房〈富士見文庫〉、2003年8月19日発売[42]、ISBN 4-8291-4387-8
- 『すてプリ・プレミアム スクラップド・プリンセス』 エムディエヌコーポレーション、2003年12月発行、ISBN 4-8443-5721-2

## テレビアニメ
2003年4月8日から10月7日までWOWOWにて放送された。全24話。

### スタッフ
- 原作 - 榊一郎[43]
- 原作イラスト - 安曇雪伸[43]
- 連載 - 月刊ドラゴンマガジン、月刊ドラゴンエイジ、富士見ファンタジア文庫刊
- 監督 - 増井壮一[43]
- シリーズ構成 - 吉田玲子[43]
- キャラクターデザイン - 小森高博[43]
- 総作画監督 - 小森高博、工藤裕加
- 美術デザイン - 竹内志保[43]
- デザインワークス - 神宮寺一[43]
- 美術監督 - 菱沼由典[43]
- 色彩設計 - 岩沢れい子[43]
- 撮影監督 - 宮原洋平[43]
- 音響監督 - 菊田浩巳
- 音楽 - 七瀬光[43]
- プロデューサー - 南雅彦、加藤淳、阿部祐督、根岸悟
- アニメーション制作 - ボンズ[43]
- 製作 - すてプリ製作委員会[43]

### 主題歌
オープニングテーマ「Little Wing」
作詞 - 影山ヒロノブ、奥井雅美 / 作曲 - 影山ヒロノブ / 編曲 - 河野陽吾 / 歌 - JAM Project featuring 奥井雅美
エンディングテーマ「大地の la-li-la」
作詞 - 畑亜貴 / 作曲・編曲 - 上野洋子 / 歌 - 上野洋子、伊藤真澄

### 各話リスト
| 話数   | サブタイトル           | 脚本     | 絵コンテ     | 演出             | 作画監督                                             | 放送日        |
| ------ | ---------------------- | -------- | ------------ | ---------------- | ---------------------------------------------------- | ------------- |
| 第1話  | 捨て猫王女の前奏曲     | 吉田玲子 | 増井壮一     | 浅見松雄         | 石井祐美子、岸本誠司                                 | 2003年 4月8日 |
| 第2話  | 半熟騎士の行進曲       | 増井壮一 | 増井壮一     | 粟井重紀         | 芝美奈子                                             | 4月15日       |
| 第3話  | 赦されざる者の騒動歌   | 吉田玲子 | 渡辺カケル   | 関田修           | 中本尚子                                             | 4月22日       |
| 第4話  | 出会いと別れの協奏曲   | 吉田玲子 | 横山彰利     | 宮原秀二         | 松島晃                                               | 5月6日        |
| 第5話  | 吟遊詩人の子守歌       | 土屋理敬 | 坂本郷       | 園田雅裕         | 佐野英敏                                             | 5月13日       |
| 第6話  | 騎士たる者たちの迷走歌 | 土屋理敬 | 増井壮一     | 山本秀世         | 芝美奈子                                             | 5月20日       |
| 第7話  | 捨て犬少女の円舞曲     | 大和屋暁 | ムトウユージ | 粟井重紀         | 粟井重紀、佐藤修 芝美奈子、野武洋行 前澤弘美         | 5月27日       |
| 第8話  | 絆と祈りの夜想曲       | 大和屋暁 | 横山彰利     | いとがしんたろー | 杉藤さゆり、中本尚子                                 | 6月3日        |
| 第9話  | 異端者たちに捧ぐ鎮魂歌 | 名田寛   | 坂本郷       | 園田雅裕         | 園田雅裕                                             | 6月10日       |
| 第10話 | 偽王女の小夜曲         | 名田寛   | 守岡博       | 橋本昌和         | 後藤潤二                                             | 6月17日       |
| 第11話 | 獣姫の狂詩曲           | 土屋理敬 | 増井壮一     | 沼田誠也         | 森前和也                                             | 6月24日       |
| 第12話 | 二人の姫の戦闘歌       | 土屋理敬 | 山本秀世     | 山本秀世         | 芝美奈子                                             | 7月1日        |
| 第13話 | 遥かなる追想曲         | 大和屋暁 | 渡辺純央     | 渡辺純央         | 中澤勇一、中本尚子 ハットリマスミ                    | 7月8日        |
| 第14話 | 失われた五重奏         | 吉田玲子 | 笹木信作     | 粟井重紀         | 粟井重紀、江森真理子 川筋豊、芝美奈子 ハットリマスミ | 7月15日       |
| 第15話 | 力と謀略の歌劇         | 土屋理敬 | 横山彰利     | 宮地昌幸         | 中田栄治、濱中夢亜 村井孝司、森前和也 渡辺純子       | 7月22日       |
| 第16話 | 川のほとりの二重唱     | 吉田玲子 | 増井壮一     | 安川勝           | 倉島亜由美、小平佳幸                                 | 7月29日       |
| 第17話 | つかの間の世俗歌       | 大和屋暁 | 宮地昌幸     | 橋本昌和         | 後藤潤二                                             | 8月5日        |
| 第18話 | 路地裏の哀歌           | 名田寛   | 増井壮一     | 山本秀世         | 津幡佳明                                             | 8月19日       |
| 第19話 | 母の嘆きの無言歌       | 吉田玲子 | 笹木信作     | 園田雅裕         | 江森真理子、芝美奈子 ハットリマスミ                  | 8月26日       |
| 第20話 | 聖なる崩壊の序曲       | 土屋理敬 | 増井壮一     | 佐藤育郎         | 渡辺純央                                             | 9月2日        |
| 第21話 | 孤独な神の受難曲       | 大和田暁 | 増井壮一     | 粟井重紀         | 中澤勇一、中本尚子 ハットリマスミ、松本好弘          | 9月9日        |
| 第22話 | 時を超えた輪舞曲       | 吉田玲子 | 増井壮一     | 橋本昌和         | 後藤潤二                                             | 9月16日       |
| 第23話 | 限りあるものの聖譚曲   | 名田寛   | 増井壮一     | 園田雅裕         | 岡辰也、野武洋行 松本好弘                            | 9月30日       |
| 第24話 | 守りし者たちの交響曲   | 土屋理敬 | 増井壮一     | 増井壮一         | 小森高博、竹内志保                                   | 10月7日       |

### BD / DVD
DVD
| 巻 | 発売日         | 規格品番   | 規格品番   |
| 巻 | 発売日         | DVD通常版  | DVD限定版  |
| -- | -------------- | ---------- | ---------- |
| 1  | 2003年8月25日  | GSTN-29091 | GSTP-29091 |
| 2  | 2003年9月25日  | GSTN-29092 | GSTP-29092 |
| 3  | 2003年10月25日 | GSTN-29093 | GSTP-29093 |
| 4  | 2003年11月25日 | GSTN-29094 | GSTP-29094 |
| 5  | 2003年12月25日 | GSTN-29095 | GSTP-29095 |
| 6  | 2004年1月25日  | GSTN-29096 | GSTP-29096 |
| 7  | 2004年2月25日  | GSTN-29097 | GSTP-29097 |
| 8  | 2004年3月25日  | GSTN-29098 | GSTP-29098 |
| 9  | 2004年4月25日  | GSTN-29099 | GSTP-29099 |
| 10 | 2004年5月25日  | GSTN-29100 | GSTP-29100 |
| 11 | 2004年6月25日  | GSTN-29101 | GSTP-29101 |
| 12 | 2004年8月6日   | GSTN-29102 | GSTP-29102 |

BOX
| タイトル                            | 発売日         | 規格品番  |
| ----------------------------------- | -------------- | --------- |
| スクラップド・プリンセス DVD-BOX.1  | 2009年2月27日  | KABA-9811 |
| スクラップド・プリンセス DVD-BOX.2  | 2009年3月27日  | KABA-9812 |
| スクラップド・プリンセス Blu-rayBOX | 2014年12月26日 | KAXA-9814 |